# Paul Sion
Pour les articles homonymes, voir Sion.
Paul Sion, né le 14 mars 1886 à Marquillies (Nord) et mort le 13 mars 1959 à Lille (Nord), est un homme politique socialiste français.

## Biographie
Mineur dès l'âge de treize ans, il se lance dans le syndicalisme dès 1906, où il occupe rapidement des responsabilités qu'il exercera jusqu'en 1936. En 1925, il devient conseiller municipal socialiste de Lens, et conseiller général en 1928.
En 1936, il est élu député SFIO du Pas-de-Calais, dans la deuxième circonscription de Béthune. Le 10 juillet 1940, il ne peut pas prendre part au vote sur les pleins pouvoirs au maréchal Pétain.
Il est l’une des rares personnalités à oser s'opposer publiquement, dès l’hiver 1942-1943, à l'organisation du STO : il écrit aux maires du Nord de refuser d’envoyer leurs administrés sur les chantiers Todt. Il est arrêté par les Allemands en février 1943.
À la Libération, il préside la délégation municipale provisoire de Lens. En juillet et août 1945, il est juré au procès de Pétain devant la Haute Cour de justice. Il échoue aux cantonales, mais est réélu député dès la première assemblée constituante. Il conserve ce mandat jusqu'en 1955. S'intéressant aux questions économiques et au sort des mineurs, il est président de la commission de la production industrielle de 1946 à 1949 et en est vice-président de 1949 à 1955. Il retrouve brièvement son siège de conseiller général de 1949 à 1951.

## Détail des fonctions et des mandats
Mandats parlementaires
- 3 mai 1936 - 9 juillet 1940 : député de la deuxième circonscription de Béthune
- 21 octobre 1945 - 1er décembre 1955 : député de la deuxième circonscription du Pas-de-Calais

Mandats locaux
- 1919 - 5 mai 1925 : conseiller municipal de Montigny-en-Gohelle
- 5 mai 1925 - août 1941 : conseiller municipal de Lens
- 6 mai 1928 - 1940 : conseiller général du canton de Lens-Est
- 2 septembre 1944 - 23 avril 1945 : maire de Lens
- 18 décembre 1949 - 7 octobre 1951 : conseiller général du canton de Lens-Est